# 二嗪
二嗪（英語：Diazine）是含有两个氮原子的六元杂环化合物，即二氮杂苯，分子式为C4H4N2。它有以下三种异构体：
|                   |                   |                   |
| 吡嗪 （1,4-二嗪） | 嘧啶 （1,3-二嗪） | 哒嗪 （1,2-二嗪） |

受氮原子的吸电子诱导效应和吸电子共轭效应的影响，二嗪的碱性弱于吡啶，且第一个氮质子化后，第二个氮质子化的难度增大。相比吡啶，二嗪环更加稳定，不易发生亲电芳香取代反应，但有活化基团（如氨基、羟基）时，反应较易进行。二嗪可以在氮的邻、对位发生亲核芳香取代反应，与有机金属化合物在氮α位反应。产物在氧化剂作用下芳构化生成取代二嗪。
二嗪不易为氧化剂氧化，但可被过酸氧化为单N-氧化物，使环上的亲电取代反应和亲核取代反应变得容易。除5-烷基嘧啶外，所有烷基二嗪侧链的α-氢都很活泼，可发生缩合、烷基化等反应。